# Allamanda polyantha
Allamanda polyantha är en oleanderväxtart som beskrevs av Müll. Arg.. Allamanda polyantha ingår i släktet Allamanda och familjen oleanderväxter. Inga underarter finns listade i Catalogue of Life.